# Jean Maheu
Jean Yves Alain Maheu (n. 24 ianuarie 1931, Paris, Île-de-France, Franța – d. 9 ianuarie 2022, Paris, Métropole du Grand Paris, Franța) a fost un înalt oficial francez.

## Biografie
Jean Maheu a fost fiul fostului director general al UNESCO René Maheu și al lui Inès Allafort du Verger. El a studiat la Liceul Claude Bernard din Paris și la Liceul Pasteur din Neuilly-sur-Seine. A urmat cursurile Institutului de Studii Politice din Paris și mai apoi Școala Națională de Administrație (1956). În 1956 s-a căsătorit cu Isabelle Viennot cu care a avut șase copii: Emmanuel, Anne, Sophie, Pascale, Jean-Philippe și Delphine.
După ce a terminat școala de administrație, în anul 1958, a devenit auditor la Curtea de Conturi. Anul următor a fost ales membru al comitetului Rueff-Armand și în perioada 1962 - 1967, a fost manager de proiect la Secretariatul General al Președinției Republicii, la Generalul de Gaulle. A fost promovat în anul 1964 în funcția de consilier la Curtea de Conturi după care a devenit director al activităților de tineret și socio-educaționale la Secretariatul de Stat în funcția de prim-ministru responsabil pentru tineret, sport și timp liber ( 1967 - 1974 ).
În perioada 1974 - 1979 a fost director la Ministerul Culturii în departamentul de muzică, artă lirică și dans. Ca urmare a deținerii acestei funcții, el a prezidat Orchestra de la Paris. Este vicepreședintele Operei din Paris.
În anul 1983 a fost numit președinte al Centrului Național de Artă și Cultură Georges-Pompidou, primind un al doilea mandat în anul 1986. În 1985 a devenit consilier superior la Curtea de Conturi.
A deținut funcția de președinte și CEO al Radio France, funcție pe care a deținut-o până în 1995. În această calitate, este membru al Consiliului Superior al limbii franceze, membru al Consiliului de Administrație al Agenției France-Presse și membru al Comunității radiourilor publice în limba franceză.
A fost președintele Maison de la poésie de la Ville de Paris în perioada 1995-1998, al consiliului de administrație al Théâtre de la Ville din 1996, al Centrului Național al Fotografiei din 1996 și al Asociației dl'Association des Centres culturels de rencontres din 1997. A fost și lector al Institutului de studii politice din Paris din 1959 până în 1970, profesor asociat la Universitatea Paris IV din 1994 până în 1997 și în prezent este profesor asociat la Universitatea din Evry (cu studenți de Master 2 Administrarea artelor spectacolului).

## Scrieri
- Les Nus et les Trembles, poèmes, 1984
- Un été de sel, poèmes, 1989
- Le Ravissement de l'île, poèmes, 1992

## Premii/Decorații
- Legiunea de Onoare în grad de Ofițer
- Mare Ofițer al Ordinului Național de Merit
- Ordinul Palmelor Academice
- Comandor al Ordinului Artelor și Literelor
- Ofițer al Ordinului de Merit al Republicii Federale Germania
- Insigna de argint a Republicii Austria
- Ordinul Soarelui Răsare din Japonia